# Комутативна алгебра

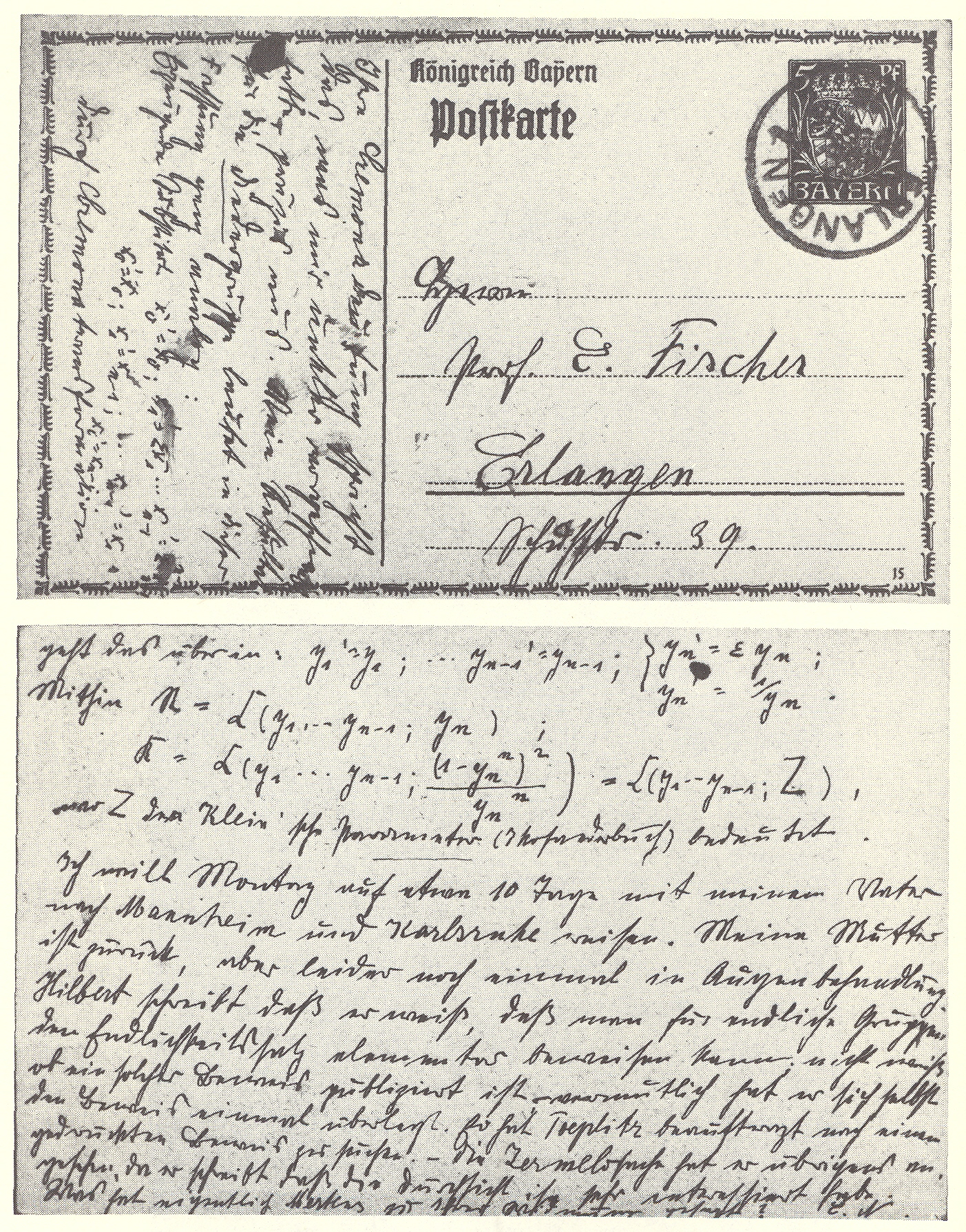
Листівка 1915 року від однієї з піонерок комутативної алгебри, Еммі Нетер, до Ернст Сиґізмунд Фішер, в якій обговорюється її праця з комутативної алгебри.

Комутативна алгебра — розділ абстрактної алгебри, що вивчає властивості комутативних кілець і пов'язаних з ними об'єктів (модулів, ідеалів тощо) Комутативна алгебра є основою алгебричної геометрії та алгебричної теорії чисел.
Прикладами комутативних кілець є кільця многочнелів, кільце цілих алгебричних чисел, кільце p-адичних чисел.
Комутативна алгебра є основним технічним засобом алгебричної геометрії, і багато результатів та концепцій комутативної алгебри тісно пов'язані з геометричними концепціями.
Вивченням кілець, які не обов'язвоко є комутативними займається некомутативна алгебра, вона включає теорію кілець, теорію представлень, а також теорію алгебр Банаха.

## Огляд
Комутативна алгебра — це, по суті, вивчення кілець, які зустрічаються в алгебричній теорії чисел та алгебричній геометрії.
У зв'язку з алгебричною теорією чисел розроблено кілька концепцій комутативних алгебр, такі як кільця Дедекінда (основний клас комутативних кілець, що зустрічаються в алгебричній теорії чисел), цілі розширення та кільця нормування.
Прикладами комутативних кілець є кільця многочленів від кількох змінних над полем. Оскільки алгебрична геометрія по суті вивчає спільні нулі цих кілець, багато результатів і концепцій алгебричної геометрії мають аналоги в комутативній алгебрі, а їхні назви часто нагадують про їхнє геометричне походження; наприклад, «розмірність Круля», «локалізація кільця», «локальне кільце», «регулярне кільце».
Афінний алгебраїчний многовид відповідає простому ідеалу в кільці поліномів, а точки такого афінного многовида відповідають максимальним ідеалам, що містять цей простий ідеал. Топологію Зарицького, спочатку визначену на алгебричному многовиді, поширено на множини простих ідеалів будь-якого комутативного кільця; для цієї топології замкнені множини — це множини простих ідеалів, що містять заданий ідеал.
Спектр кільця — це окільцьований простір, утворений простими ідеалами, що мають топологію Зарицького, та локалізаціями кільця на відкритих множинах бази цієї топології. Це відправна точка теорії схем, узагальнення алгебричної геометрії, запропонованого Гротендіком, яка міцно базується на комутативній алгебрі та, у свою чергу, спонукала до багатьох розробок комутативної алгебри.

## Історія
Теперішня теорія ідеалів почалася з робіт Ріхарда Дедекінда про ідеали, вона базувалась на більш ранніх роботах Ернста Куммера та Леопольда Кронекера. Пізніше Давид Гільберт ввів поняття кільця для узагальнення терміну кільце чисел. Гільберт ввів абстрактніший підхід замість існуючого, основаного на комплексному аналізі та теорії інваріантів. Роботи Гільберт справили сплив на Еммі Нетер, котра виробила абстрактний і аксіоматичний підхід до предмету. Наступним важливим кроком була робота студента Гільберта Емануїла Ласкера, що ввів поняття первинних ідеалів і довів першу версію теореми Ласкера — Нетер.
Головною фігурою, відповідальною за народження комутативної алгебри як зрілої дисципліни, був Вольфганг Круль, який запровадив фундаментальні поняття локалізації та поповнення кільця, а також регулярних локальних кілець. Він започаткував концепцію розмірності Круля кільця, спочатку для кілець Нетер, а потім розширив свою теорію, охопивши загальні кільця нормування та кільця Круля. Донині теоремк Круля про головний ідеал вважають найважливішою засадничою теоремою в комутативній алгебрі. Ці результати проклали шлях для введення комутативної алгебри в алгебричну геометрію, що революціонізувало останню дисципліну.
Значна частина сучасного розвитку комутативної алгебри зосереджена на модулях. Обидва ідеали кільця, R та R-алгебри, є окремими випадками R-модулів, тому теорія модулів охоплює як теорію ідеалів, так і теорію розширень кілець. Хоча це й було започатковано в працях Кронекера, сучасний підхід до комутативної алгебри з використанням теорії модулів зазвичай приписують Крулю та Нетер.

## Основні засоби та результати

### Кільця Нетер
Кільце Нетер, назване на честь Еммі Нетер, — це кільце, в якому кожен ідеал є скінченнопородженим; тобто всі елементи будь-якого ідеалу можна записати як лінійні комбінації скінченної множини елементів із коефіцієнтами в кільці.
Багато кілець, які зазвичай вважають комутативними, є нетерівськими, зокрема, кожне поле, кільце цілих чисел та кожне кільце многочленів від однієї або кількох змінних над ними. Той факт, що кільця многочленів над полем є нетерівськими, називають теоремою Гільберта пр базис.
Більш того, багато кільцевих конструкцій зберігають нетерівську властивість. Зокрема, якщо комутативне кільце R є нетерівським, те саме виконується для кожного кільця многочленів над ним, а також для кожного фактор-кільця, локалізації або поповнення кільця.
Важливість нетерівської властивості полягає в її повсюдності, а також у тому факті, що багато важливих теорем комутативної алгебри вимагають, щоб залучені кільця були кільцями Нетер. Це стосується, зокрема, теореми Ласкера — Нетер, теореми Круля про перетин та леми Накаями.
Крім того, якщо кільце є нетерівським, то воно задовольняє умову спадного ланцюга на простих ідеалах, що означає, що кожне локальне кільце Нетер має скінченну розмірність Круля.

### Примарний розклад
Ідеал Q кільця називають примарним, якщо Q є власним, і, якщо xy ∈ Q, то x ∈ Q або yn ∈ Q для деякого додатного цілого числа n. У Z примарні ідеали — це саме ідеали виду (pe), де p — просте число, а e — додатне ціле число. Таким чином, примарний розклад (n) відповідає представленню (n) як перетину скінченної кількості примарних ідеалів.
Теорему Ласкера — Нетер, наведену тут, можна розглядати як деяке узагальнення основної теореми арифметики:
Теорема Ласкера-Нетера — нехай R — комутативне нотерівське кільце, а I — ідеал R. Тоді I можна записати як перетин скінченної кількості первинних ідеалів з різними радикалами, тобто:
{\displaystyle I=\bigcap _{i=1}^{t}Q_{i}}
з Qi первинним для всіх i and Rad(Qi) ≠ Rad(Qj) для i ≠ j. Крім того, якщо:
{\displaystyle I=\bigcap _{i=1}^{k}P_{i}}
є розкладом I з Rad(Pi) ≠ Rad(Pj) для i ≠ j, обидва розклади I є ненадлишковими (тобто жодна власна підмножина {Q1, ..., Qt} або {P1, ..., Pk} не дає перетину, рівного I), t = k і (після можливої перенумерації Qi) Rad(Qi) = Rad(Pi) для всіх i.
Згідно з теоремою Ласкера — Нетер, для будь-якого примарного розкладу I множина всіх радикалів, тобто множина {Rad(Q1), …, Rad(Qt)}, залишається незмінною. Фактично, виявляється, що (для нетерівського кільця) ця множина є множиною всіх ануляторів R/I (розглядаються як модуль над R), які є простими.

### Локалізація
Локалізація — це формальний спосіб уведення «знаменників» для заданого кільця або модуля. Тобто, з існуючого утворюють нове кільце/модуль, яке складається з дробів
{\displaystyle {\frac {m}{s}}}.
де знаменники s змінюються в S - заданій підмножині R. Прикладом є побудова кільця Q раціональних чисел із кільця Z цілих чисел.

### Поповнення
Поповнення — це будь-який із кількох пов'язаних функторів на кільцях та модулях, що приводить до повних топологічних кілець та модулів. Поповнення подібне до локалізації, і разом вони належать до найбазовіших засобів аналізу комутативних кілець. Повні комутативні кільця мають простішу структуру, ніж загальні, і до них застосовна лема Гензеля.

### Топологія Зарицького на простих ідеалах
Топологія Зарицького визначає топологію на спектрі кільця (множині простих ідеалів). У цьому формулюванні замкнуті за Зарицьким множини вважають множинами
{\displaystyle V(I)=\{P\in \operatorname {Spec} \,(A)\mid I\subseteq P\}}
де A — певне комутативне кільце, а I — ідеал. Це визначається подібно до класичної топології Зарицького, де замкнені множини в афінному просторі — це ті, Які визначено поліноміальними рівняннями. Щоб побачити зв'язок із класичною картиною, зауважте, що для будь-якої множини S многочленів (над алгебрично замкнутим полем) із теореми Гільберта про нулі випливає, що точки V(S) (у старому сенсі) є саме ті кортежі (a1, …, an) для яких ідеал (x1 — a1, …, xn — an) містить S; більш того, це максимальні ідеали, і, згідно зі «слабкою» теоремою про нулі, ідеал будь-якого афінного координатного кільця є максимальним тоді й лише тоді, коли він має таку форму. Отже, V(S) — це те саме, що й максимальні ідеали, які містять S. Нововведенням Гротендіка у визначенні Spec було замінити максимальні ідеали всіма простими ідеалами; у цьому формулюванні природно просто узагальнити це спостереження до визначення замкнутої множини в спектрі кільця.

## Зв'язки з алгебричною геометрією
Комутативна алгебра (у формі кілець многочленів та їх факторів, що використовуються у визначенні алгебричних многовидів) завжди була частиною алгебричної геометрії. Однак, наприкінці 1950-х років алгебричні многовиди включено до концепції схеми Александра Гротендіка. Їхні локальні об'єкти — це афінні схеми або прості спектри, що є локально кільцевими просторами, які утворюють категорію, антиеквівалентну (дуальну) до категорії комутативних унітальних кілець, розширюючи двоїстість між категорією афінних алгебраїчних многовидів над полем k та категорією скінченно породжених редукованих k-алгебр. Склеювання відбувається вздовж топології Зарицького; склеювання можна виконати в межах категорії локально кільцевих просторів, а також, використовуючи вкладення Йонеди, в межах абстрактнішої категорії передпучків множин над категорією афінних схем. Топологія Зарицького в теоретико-множинному сенсі потім замінюється топологією Зарицького в сенсі топології Гротендіка. Гротендік запровадив топології Гротендіка, маючи на увазі екзотичніші, але геометрично тонші та чутливіші приклади, ніж груба топологія Зарицького, а саме етальну топологію та дві плоскі топології Гротендіка: fppf та fpqc. Нині[коли?] з'явилися деякі інші приклади, зокрема топологія Нісневича. Пучки можна також узагальнити до стеків у сенсі Гротендіка, зазвичай із деякими додатковими умовами репрезентативності, що приводить до стеків Артена та, ще тонше, стеків Деліня — Мамфорда, які часто називають алгебричними стеками.